# رمان تربیتی
رمان تربیتی یا بیلدونگسرمان (به آلمانی: Bildungsroman) در نقد ادبی به سنتی در رمان‌نویسی اروپایی گفته می‌شود که تمرکز داستان بر بلوغ و شکل‌گیری جهان عاطفی و ذهنی شخصیت اصلی داستان از دوره نوجوانی تا بزرگسالی و در تقابل با ارزش‌ها و هنجارهای جامعه باشد. این ترکیب اولین بار در سال ۱۹۱۶ توسط زبان‌شناس کارل مورگن اشترن به کار رفت اما ویلهلم دیلتای آن را عمومیت بخشید. رمان آموزشی بیشتر از آن که ویژگی ساختاری را شامل شود با اشتراکات محتوایی شناخته می‌شود.
عموماً از رمان کارآموزی ویلهلم مایستر اثر گوته به عنوان اولین رمان آموزشی نامبرده می‌شود. پس از آنکه توماس کارلایل در ۱۸۲۴ این کتاب را به انگلیسی ترجمه کرد چندین نویسنده انگلیسی به تأثیر از آن رمان‌های آموزشی نوشتند. در قرن بیستم این گونه به سینما هم وارد شد که به ژانر Coming-of-age مشهور است.
از شاخص‌ترین رمان‌های آموزشی تاریخ ادبیات می‌توان نام برد از: تریسترام شندی از لارنس استرن، امیل از ژان ژاک روسو، دیوید کاپرفیلد از چارلز دیکنز، سیمای مرد هنرمند در جوانی از جیمز جویس